# Улица Академика Павлова (Москва)
У́лица Акаде́мика Па́влова (первоначально — улица Павлова, название утверждено 25 декабря 1961 года) — улица в Западном административном округе города Москвы на территории района Кунцево.
Пролегает с юго-запада на северо-восток, начинаясь от сосновых лесопосадок Серебряноборского лесничества, немного раньше пересечения с Бобруйской улицей, далее с северо-запада от неё начинается улица Маршала Тимошенко, а затем с юго-востока к ней примыкают улицы Партизанская и Оршанская. Заканчивается улица Академика Павлова, вливаясь в Рублёвское шоссе. Нумерация домов начинается от Бобруйской улицы.

## Происхождение названия
Существует два варианта происхождения названия улицы. По официальным документам улица названа 25 декабря 1961 года в честь академика Ивана Петровича Павлова (1849—1936), крупнейшего физиолога, создателя учения о высшей нервной деятельности человека и животных, лауреата Нобелевской премии.

## История
Формирование улицы началось в середине 1950-х годов. Вместе с началом строительства корпусов Загородной больницы (Центральной клинической больницы, ЦКБ, «Кремлёвки») вдоль Рублёвского шоссе, на правом берегу речки Фильки был сооружён квартал из жилых домов в форме каре для обслуживающего персонала. Этот небольшой посёлок включал всего семь жилых зданий (из них одно общежитие). В центре квартала находился детский сад-ясли. В помещениях первых этажей зданий были оборудованы продуктовые магазины, парикмахерская, после сооружения стадиона открылся пункт проката спортивного инвентаря. Впоследствии был построен также дом культуры «Медик».
Архитектура домов ещё носила следы так называемых «излишеств» в виде высокого цоколя, эркеров, балконов с балясинами и высоких фигурных фронтонов с круглыми чердачными окнами. Цветовая гамма была красно-белая: кирпичное поле стены с белыми штукатурными элементами. Высота потолков в квартирах составляла около 3,5 метров.
Рядом через проезд были построены автономная котельная с кирпичной трубой, автобаза служебного транспорта ЦКБ, поликлиника и прачечная.
В начале 1960-х рядом с кварталом на специально спланированном участке соседнего леса был построен стадион «Медик». При земляных работах по планировке использовалась инженерная бронетехника.
В 1960-е годы продолжала активно формироваться жилая застройка улицы из пятиэтажных кирпичных зданий по противоположной, чётной стороне.
С открытием в 1965 году в составе Филёвской линии станции метро «Молодёжная» были пущены новые автобусные маршруты. У пересечения улиц Академика Павлова и Партизанской, рядом с ДК «Медик», находилась конечная остановка с разворотным кругом и зданием диспетчерской автобусного маршрута № 135, позже диспетчерская была ликвидирована, а разворотный круг остался.
В начале конце 1960-х — начале 1970-х годов была застроена северная часть нечетной стороны улицы (дома № 21к1, 21к2, 23, 27к1, 27к2, 27к3, 27к4)
В июле 2007 года проходили массовые акции протеста против строительства около дома № 23 на месте детской площадки. В ходе митингов и столкновения с охранниками стройплощадки было ранено 14 человек. Эти акции широко освещались всеми федеральными телеканалами. В результате проект строительства был полностью отменен, а правительство Москвы после данного случая начало полностью пересматривать политику точечной застройки.
В 2009—2011 годах проведены реконструкция и расширение улицы, оборудованы места для парковки, установлены светофоры на пересечении с Оршанской и Партизанской улицами.

## Здания и сооружения
По нечётной стороне:
- № 1 — стадион «Медик».
- № 5/2 — угловой жилой дом (историческая застройка посёлка Загородной больницы 1950-х).
- № 7 к. 1 — общежитие (историческая застройка 1950-х).
- № 7 к. 2, № 7 к. 3 — детский сад № 43 (историческая застройка 1950-х).
- № 9 к. 1 — угловой жилой дом (историческая застройка 1950-х).
- № 9 к. 2 — ДК «Медик» (историческая застройка начала 1960-х).
- № 11 к. 1 — отделение связи (почта) № 359 (121359; Г-359) и жилой дом.
- № 11 к. 2 — аптека и жилой дом.
- № 13 — панельный жилой дом («Аврора»).
- № 15 — детский дом-интернат № 15.
- № 19 — центральная больница МВД России.
- № 21 к. 1, 21 к. 2 — жилые дома.
- № 25 — группа компаний Video International.
- № 27 к. 1, 27 к. 2, 27 к. 3, 27 к. 4 — жилые дома.

По чётной стороне:
- № 4 — хлебозавод № 22.
- № 6/36 — жилой дом и магазин.
- № 8 к. 1, 8 к. 2 — жилые дома.
- № 10 — жилой дом и магазин.
- № 12 к. 1, 12 к. 2 — жилые дома.
- № 12 к. 3 — бывший детский сад.
- № 14 — жилой дом.
- № 14 к. 2 — детский сад.
- № 16 — жилой дом.
- № 22 — бывший родильный дом 72 Лядов клиник, реабилитационный центр
- № 36, к. 2 — жилой дом. Здесь в 1964—1971 годах жил актёр Иннокентий Смоктуновский[6].

## Транспорт
Станция метро «Молодёжная», до которой можно добраться на следующих автобусных маршрутах:
- Автобус № 73: Метро  Молодёжная — Метро  Филёвский парк (ООО Трансавтолиз).
- Автобус № 127: Рублёво (в особо жаркие дни Мякинино) — Улица Коцюбинского (Филиал Западный МГТ).
- Автобус № 135: Улица Академика Павлова — Метро  Пионерская (Филиал Западный МГТ).
- Автобус № 464: Метро  Университет — МКАД (ООО Трансавтолиз).
- Автобус № 626: Метро  Молодёжная — Метро  Строгино (восточный вестибюль) (Филиал Западный МГТ).
- Автобус № 660: Метро  Молодёжная — ВКНЦ (Филиал Западный МГТ).
- Автобус № 794: Метро  Молодёжная — Немчиновка (Филиал Западный МГТ).

Также до метро «Молодёжная» можно добраться на следующих маршрутных такси:
- № 121 (пригородное)
- № 159